# 入船 (浦安市)
入船（いりふね）は、千葉県浦安市にある地名。現行行政地名は入船一丁目から入船六丁目。郵便番号は279-0012。

## 概要
第1期海面埋立事業によって作られた中町地区に位置する。つまり埋立地。地域内にJR京葉線新浦安駅があり、駅周辺は商業地域となっている。また、駅周辺の店舗はほとんどがSCに組み込まれており、パチンコ店のような遊興施設はなく、単独の路面店は戸建て住宅が集まる四丁目に集中している。
また、当地域がかつて海であったことを物語る名残りとして、三丁目に「待ち合わせのポンギ跡」という立札がある。ここは舟に乗る漁師らが仲間と待ち合わせたり、潮の流れが良くなるまで待機する場所として設けられた木杭が打たれた場所であった。
地域内にある民間タワーマンションを除く旧公団マンションは最も古いもので既に30年以上の建築日数が経っており、その他もわずか数年の差しかない。
一丁目に新浦安駅、新浦安駅前郵便局、新浦安駅ビルアトレ、MONA新浦安、イオン新浦安ショッピングセンター、新浦安駅前プラザマーレ、三井住友銀行浦安支店、千葉銀行新浦安支店、みずほ銀行新浦安支店、三丁目に浦安市立入船小学校、浦安市立入船中学校がある。
東は明海・日の出、西は美浜、南は境川を挟んで今川、北は東京湾と接している。
2011年3月11日の東北地方太平洋沖地震で新浦安駅前は液状化現象に見舞われ、地域内はガス供給と下水道が停止した。このため同年3月25日、東京電力による計画停電の対象外となった。

### 地価
住宅地の地価は、2014年（平成26年）1月1日に公表された公示地価によれば、入船4-39-4の地点で27万1000円/m2となっている。

## 沿革
- 1971年（昭和46年）8月2日 第1期海面埋立事業により、東葛飾郡浦安町入船を新設。
- 1981年（昭和56年）4月1日 市制施行により、浦安市入船となる。
- 1987年（昭和62年）10月12日 住居表示施行により、浦安市入船一丁目-六丁目となる。
- 1988年（昭和63年）12月1日 JR京葉線新浦安駅開業。

## 地名の由来
かつて、当地が漁船の水路の入口にあたるところであったことから「入船」とした。

## 町名の変遷
「入船」新設時
| 実施後 | 実施年月日     | 実施前（各町名ともその一部） |
| ------ | -------------- | ---------------------------- |
| 入船   | 昭和46年8月2日 | （地名なし）                 |

住居表示施行時
| 実施後     | 実施年月日       | 実施前（各町名ともその一部） |
| ---------- | ---------------- | ---------------------------- |
| 入船一丁目 | 昭和62年10月12日 | 入船                         |
| 入船二丁目 | 昭和62年10月12日 | 入船                         |
| 入船三丁目 | 昭和62年10月12日 | 入船                         |
| 入船四丁目 | 昭和62年10月12日 | 入船                         |
| 入船五丁目 | 昭和62年10月12日 | 入船                         |
| 入船六丁目 | 昭和62年10月12日 | 入船                         |

## 世帯数と人口
2017年（平成29年）10月31日現在の世帯数と人口は以下の通りである。
| 丁目       | 世帯数    | 人口    |
| ---------- | --------- | ------- |
| 入船一丁目 | 415世帯   | 1,020人 |
| 入船二丁目 | 809世帯   | 1,952人 |
| 入船三丁目 | 671世帯   | 1,625人 |
| 入船四丁目 | 1,174世帯 | 2,094人 |
| 入船五丁目 | 340世帯   | 864人   |
| 入船六丁目 | 873世帯   | 2,138人 |
| 計         | 4,282世帯 | 9,693人 |

## 小・中学校の学区
市立小・中学校に通う場合、学区は以下の通りとなる。
| 丁目       | 番地 | 小学校             | 中学校             |
| ---------- | ---- | ------------------ | ------------------ |
| 入船一丁目 | 全域 | 浦安市立入船小学校 | 浦安市立入船中学校 |
| 入船二丁目 | 全域 | 浦安市立入船小学校 | 浦安市立入船中学校 |
| 入船三丁目 | 全域 | 浦安市立入船小学校 | 浦安市立入船中学校 |
| 入船四丁目 | 全域 | 浦安市立入船小学校 | 浦安市立入船中学校 |
| 入船五丁目 | 全域 | 浦安市立入船小学校 | 浦安市立入船中学校 |
| 入船六丁目 | 全域 | 浦安市立入船小学校 | 浦安市立入船中学校 |

- かつて小学校は入船北小学校と入船南小学校の2校があったが、地域の子供人口の減少を反映して入船北小学校が廃校、入船南小学校が校名を変更し存続となった。

## 施設
- JR京葉線新浦安駅
- 浦安市立入船保育園
- 浦安市立入船北保育園
- ポピンズナーサリー新浦安
- 浦安市立入船南幼稚園
- 浦安市立入船小学校
- 浦安市立入船中学校
- 新浦安駅前郵便局
- 三井住友銀行浦安支店
- みずほ銀行新浦安支店
- 千葉銀行新浦安支店
- アトレ新浦安 - ユニクロ、有隣堂などの物販店舗、サイゼリヤなどの飲食店舗多数をテナントに揃えている駅ビル。
- MONA新浦安 - 無印良品、セリア、その他飲食とファッション、生活雑貨の店舗が多数。
  - 三井住友信託銀行コンサルプラザ新浦安
- イオン新浦安ショッピングセンター - イオンスタイルを核店舗にフードコートやゲームセンター、フィットネスクラブなどが入る。
  - 浦安市民プラザWAVE101
- 新浦安駅前プラザマーレ - 新浦安駅・アトレに繋がっており、保育施設や観光案内・バス案内等も取り扱っている。
  - 浦安警察署新浦安駅前交番 - 新浦安駅前プラザマーレ内に位置する。